# Alessandro Lambruschini
Alessandro Lambruschini, född den 7 januari 1965 i Fucecchio, är en italiensk före detta friidrottare som tävlade i hinderlöpning.
Lambruschini deltog vid VM 1987 i Rom där han slutade på nionde plats. Vid de Olympiska sommarspelen 1988 blev han fyra på tiden 8.12,17. Han vann sedan bronsmedaljen vid EM 1990 i Split. 
Vid Olympiska sommarspelen 1992 blev det ytterligare en fjärde plats, denna gång på tiden 8.15,52. Medaljör blev han däremot åter vid VM 1993 där han slutade på tredje plats på tiden 8.08,78, en tid som även förblev hans personliga rekord. 
Lambruschini blev europamästare vid EM i Helsingfors 1994. Vid VM i Göteborg år 1995 slutade han på tionde plats. Vid de Olympiska sommarspelen 1996 vann han bronsmedaljen. 
Lambruschinis sista internationella mästerskap var VM 1997 då han slogs ut i försöken.